# Felipe Salto
Felipe Scudeler Salto (São Paulo, 11 de fevereiro de 1987) é um economista, professor e consultor econômico brasileiro. Salto foi Secretário da Fazenda e Planejamento do estado de estado de São Paulo em 2022. Foi assessor de assuntos econômicos e fiscais do senador José Serra, primeiro diretor executivo da Instituição Fiscal Independente (IFI). Seu livro Finanças Públicas foi vencedor do Prêmio Jabuti na categoria economia.

## Biografia
Aos 14 anos enviou uma colaboração para o espaço de debates do jornal Estadão, o artigo foi publicado e desde então se interessou em fazer análises e escrever. Por possuir afinidade com matemática, decidiu cursar economia, área que julgou conciliar seus interesses. Anos depois, seria colunista do mesmo jornal.
Se graduou em ciências econômicas na Fundação Getúlio Vargas (FGV) em 2008, e obteve mestrado em administração na mesma instituição em 2013. Salto também foi consultor econômico na Tendências Consultoria, trabalhando nas áreas de macroeconomia, contas públicas e contas externas. 
Entre 2015 e 2016, trabalhou na assessoria do senador José Serra (PSDB), atuando com assuntos econômicos e fiscais. Em 2016, organizou junto a Mansueto Almeida o livro “Finanças públicas: da contabilidade criativa ao resgate da credibilidade”. Em novembro de 2016, Salto foi indicado, sabatinado e aprovado em comissão e no plenário do Senado Federal para exercer mandato de seis anos como 1º diretor-executivo da recém-criada Instituição Fiscal Independente (IFI).
Com as eleições de 2022, declarou voto em Luiz Inácio Lula da Silva (PT) na por meio de um manifesto. Em janeiro de 2023, foi contratado como economista chefe da corretora Warren Renascença.

## Livros
- SALTO, Felipe S.; PELLEGRINI, Josué A. (2020). Contas públicas no Brasil. Brasil: Saraiva Jur. 424 páginas. ISBN 978-6555592207
- SALTO, Felipe; ALMEIDA, Mansueto (2016). Finanças públicas: da contabilidade criativa ao resgate da credibilidade. Brasil: Record. 308 páginas. ISBN 978-8501091710

## Prêmios e homenagens
- 2017 — Vencedor na categoria Economia, Administração, Negócios, Turismo, Hotelaria e Lazer do 59º Prêmio Jabuti[8]